# Fokker D.XXIII
Die Fokker D.XXIII war ein in den Niederlanden entwickeltes zweimotoriges Jagdflugzeug.

## Geschichte
Die D.XXIII wurde von Ingenieur Marius Beeling entworfen und stieß bei ihrem Erscheinen im Jahre 1939 auf reges Interesse im Ausland, was nicht zuletzt an der unkonventionellen Auslegung des Typs lag. Die Motoren waren an beiden Enden einer zentralen Rumpfgondel angeordnet und trieben jeweils einen Zug- und einen Druckpropeller an. Aus dieser konstruktiven Auslegung ergab sich zwangsläufig auch die Verwendung von doppelten Leitwerksträgern. Da die Gefahr eines möglichen Kontakts mit dem hinteren Propeller beim Verlassen des Flugzeuges im Notfall bestand, plante Beeling sogar, die D.XXIII mit einem Schleudersitz auszurüsten.
Die Erprobung begann am 30. Mai 1939 und schon bald war absehbar, dass das verwendete Triebwerk Walter Sagitta I-SR zu schwach war, hinzu kamen noch Probleme bei der Kühlung des hinteren Antriebs. Fokker fasste darum eine Umrüstung auf Rolls-Royce- oder Daimler-Benz-Motoren ins Auge, nicht zuletzt auch wegen der zu erwartenden Aufträge aus dem Ausland. Als die Niederlande am 10. Mai 1940 von der deutschen Wehrmacht überfallen wurden, war das gleichzeitig das Ende dieses revolutionären Projekts. Der einzige Prototyp wurde während der Invasion in Schiphol zerstört.
Die D.XXIII war in Gemischtbauweise ausgeführt, der Rumpf bestand aus Metall, die in Tiefdeckerbauweise angeordneten Tragflügel waren aus Holz. Die beiden Leitwerksträger verband die Höhenflosse. Das Fahrwerk war vollständig einziehbar. Der Flugzeugführer saß in einem geschlossenen Cockpit.

## Technische Daten

Dreiseitenriss

| Kenngröße             | Daten                                                                                            |
| --------------------- | ------------------------------------------------------------------------------------------------ |
| Besatzung             | 1                                                                                                |
| Länge                 | 10,20 m                                                                                          |
| Spannweite            | 11,50 m                                                                                          |
| Höhe                  | 3,80 m                                                                                           |
| Flügelfläche          | 18,50 m²                                                                                         |
| Flügelstreckung       | 7,1                                                                                              |
| Rüstmasse             | 2180 kg                                                                                          |
| maximale Startmasse   | 2950 kg                                                                                          |
| Triebwerk             | zwei zweireihige hängende 12-Zylinder-V-Kolbenmotoren Walter Sagitta I-SR mit je 331 kW (450 PS) |
| Höchstgeschwindigkeit | 525 km/h (geschätzt)                                                                             |
| Reisegeschwindigkeit  | 390 km/h                                                                                         |
| Steigleistung         | 6,8 min auf 5000 m Höhe                                                                          |
| Dienstgipfelhöhe      | 9000 m (geschätzt)                                                                               |
| Reichweite            | 840 km (geschätzt)                                                                               |
| Bewaffnung (geplant)  | zwei 7,92-mm-MG zwei 13,2-mm-MG                                                                  |